# Massat
Massat ist eine französische Gemeinde im Arrondissement Saint-Girons, im Département Ariège und in der Region Okzitanien. Sie hat 741 Einwohner (Stand 1. Januar 2022).

## Geographie
Die Gemeinde Massat liegt in den Pyrenäen am Fluss Arac im Regionalen Naturpark Pyrénées Ariégeoises (franz.: Parc naturel régional des Pyrénées Ariégeoises), etwa 30 Kilometer südwestlich von Foix. Begrenzt wird Massat von den Nachbargemeinden Boussenac im Norden, Saurat im Osten, Rabat-les-Trois-Seigneurs im Südosten, Le Port im Süden, Ercé im Südwesten sowie Biert im Westen.

## Bevölkerungsentwicklung
| Jahr                       | 1962 | 1968 | 1975 | 1982 | 1990 | 1999 | 2010 | 2021 |
| Einwohner                  | 849  | 746  | 711  | 598  | 624  | 589  | 693  | 733  |
| Quellen: Cassini und INSEE |      |      |      |      |      |      |      |      |

## Sehenswürdigkeiten

### Grotte du Ker
In der Grotte du Ker de Massat (auch La Campagnole genannt) ist Frankokantabrische Höhlenkunst aus dem Jungpaläolithikum zu sehen. Wie viele Bilderhöhlen der Zentralpyrenäen liegt auch diese hoch am Berg, während im Tal ein Lagerplatz war. 81 Gravuren aus dem jüngeren Magdalénien wurden in mehreren Sälen gefunden: Pferde, Cerviden, Gämsen, Steinböcke, Bisons. Bemerkenswert ist die Höhle aber vor allem wegen der zahlreichen grimassierenden Menschendarstellungen, die Karikaturen ähneln, unter anderem mit dicken Nasen etc. Dazu finden sich zahlreiche Zeichen. Teilweise wurden die Gravuren mit Fingern in Lehm ausgeführt. Gefunden wurde unter anderem auch eine Lochstabskulptur mit Bärenkopf. Die sehr bedeutende Fundstätte wurde 1860 von Édouard Lartet entdeckt.

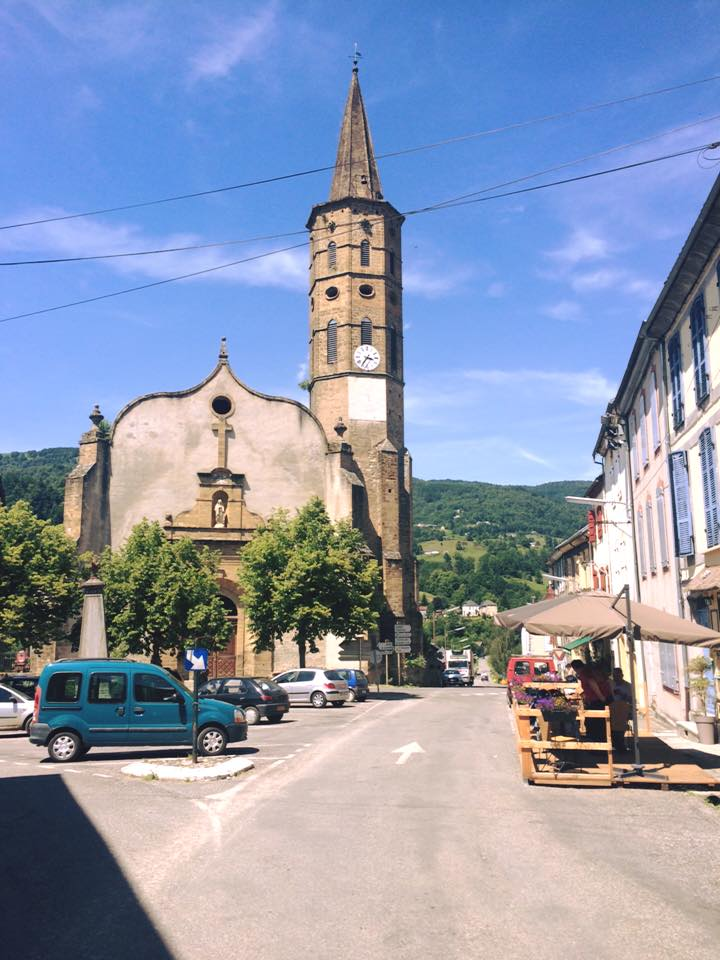
Kirche Mariä Geburt